# Physarum polycephalum

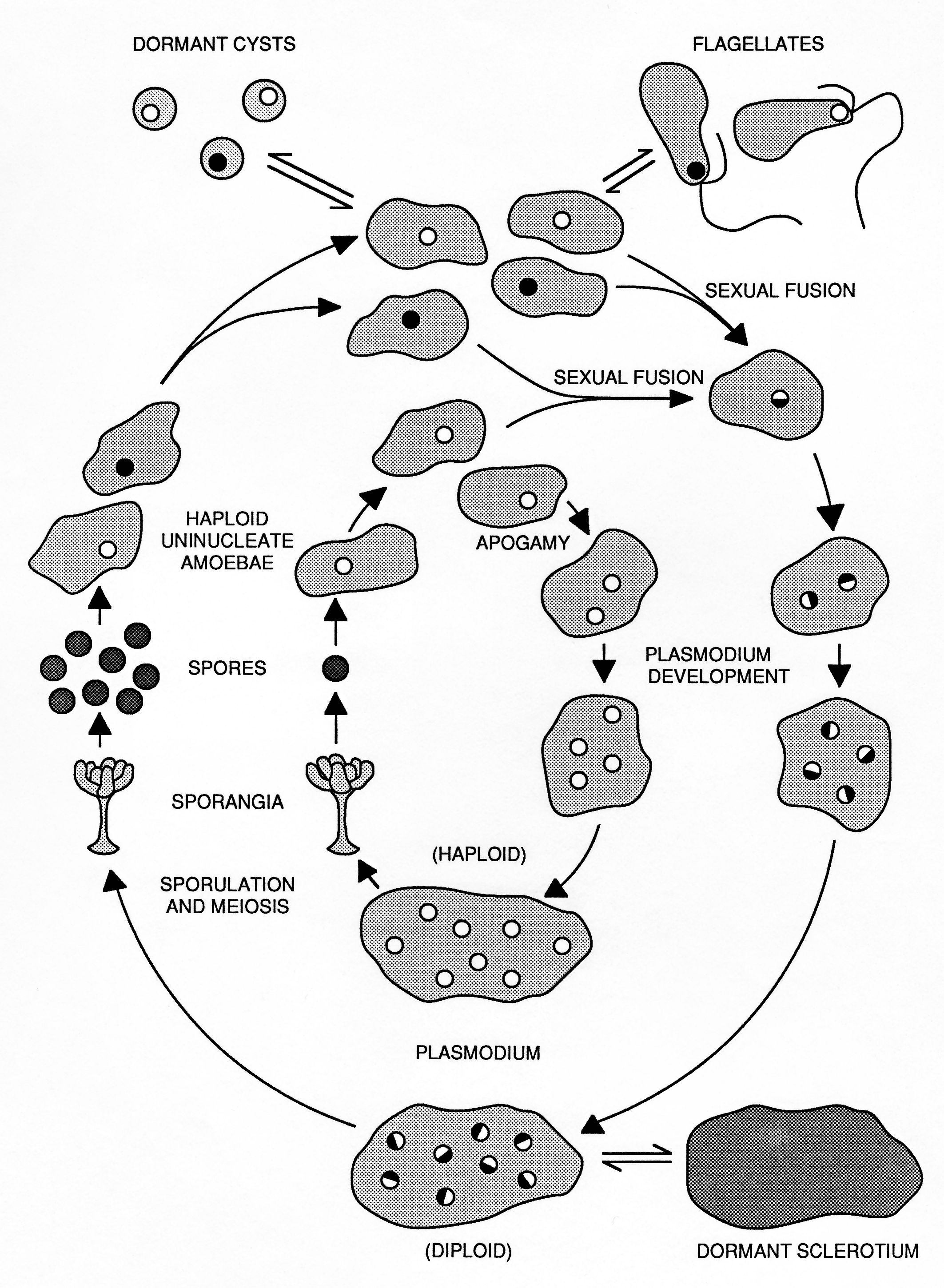
Cykl życiowy Physarum polycephalum. Obwód zewnętrzny ilustruje naturalny cykl naprzemiennie między haploidalnym stadium amebowym a diploidalnym stadium plazmodialnym. Obwód wewnętrzny ilustruje w pełni haploidalny „apogamiczny” cykl życia. Oba cykle wykazują wszystkie stadia rozwojowe.

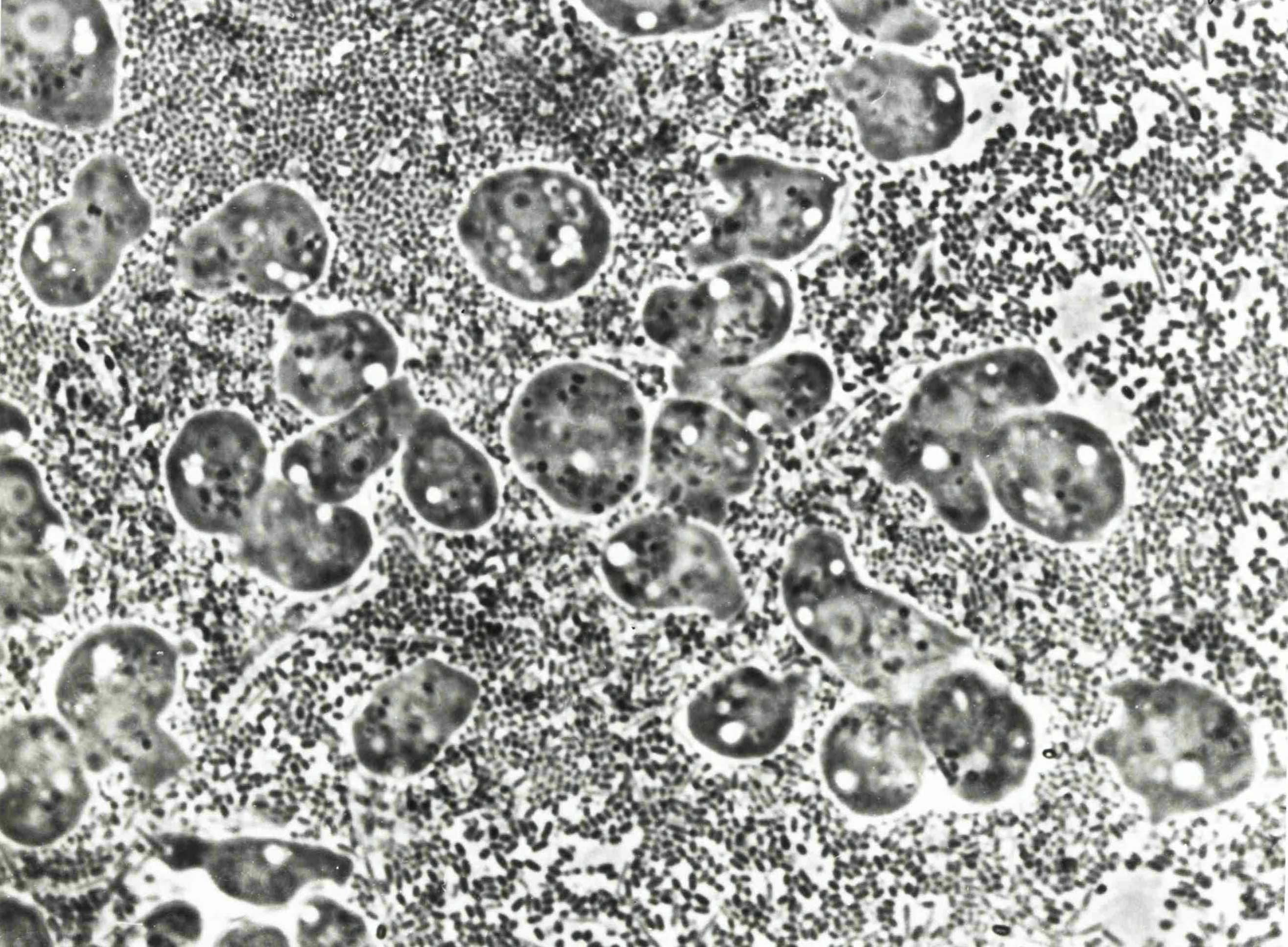
Rosnące ameby Physarum polycephalum na trawnikach żywych E. coli. Komórki bakteryjne mają średnicę około 1 mikrona, ameby mają średnicę około 10 mikronów. Jasne okrągłe struktury wewnątrz ameb to wakuole, jądra to bladoszare koła, z których każde zawiera ciemniejsze jąderko. (Mikroskopia z kontrastem fazowym).

Physarum polycephalum – bezkomórkowy śluzowiec lub myksomycet, będący protistą o różnych formach komórkowych i szerokim rozmieszczeniu geograficznym. Pseudonim „bezkomórkowy” wywodzi się z plazmodialnego etapu cyklu życiowego: plazmodium to jasnożółty makroskopowy wielojądrowy koenocyt uformowany w sieć splecionych rurek. Ten etap cyklu życiowego, wraz z preferowaniem wilgotnych, zacienionych siedlisk, prawdopodobnie przyczynił się do pierwotnego nieprawidłowego scharakteryzowania organizmu jako grzyba. Physarum polycephalum jest używany jako organizm modelowy do badań ruchliwości, różnicowania komórkowego, chemotaksji, kompatybilności komórkowej i cyklu komórkowego.

## Systematyka i nazewnictwo
Pozycja w klasyfikacji według Index Fungorum: Physaridae, Physarida, Columellinia, Myxogastrea, Mycetozoa, Amoebozoa, Protozoa.
Synonimy naukowe:
- Didymium polycephalum (Schwein.) Fr. 1829
- Lignydium polycephalum (Schwein.) Kuntze 1898
- Tilmadoche polycephala (Schwein.) T. Macbr. 1899

## Cykl życia i charakterystyka
Dwa typy komórek wegetatywnych, ameby i plazmodia, różnią się znacznie pod względem morfologii, fizjologii i zachowania. Amoebae to mikroorganizmy, zazwyczaj haploidalne, które żyją głównie w glebie, gdzie fagocytozują bakterie. W laboratorium ameby hoduje się na trawnikach żywych lub martwych Escherichia coli na płytkach z agarem odżywczym, gdzie mogą rozmnażać się w nieskończoność. Akseniczną hodowlę ameb uzyskano poprzez selekcję mutantów zdolnych do wzrostu aksenicznego. W warunkach głodu lub wysuszenia ameby różnicują się odwracalnie w uśpione zarodniki ze ścianami komórkowymi. Po zanurzeniu w wodzie ameby różnicują się odwracalnie w komórki wiciowate, co wiąże się z poważną reorganizacją cytoszkieletu.
Plazmodium jest zwykle diploidalne i rozmnaża się poprzez wzrost i podział jądra bez cytokinezy, co prowadzi do makroskopowego wielojądrowego syncytium. Podczas gdy składniki odżywcze są dostępne, plazmodium w kształcie sieci może urosnąć do stopy lub więcej średnicy. Podobnie jak ameby, plazmodium może zjadać całe drobnoustroje, ale także łatwo rośnie osiowo w płynnych kulturach, płytkach z pożywką agarową i na powierzchniach zwilżonych substancjami odżywczymi. Gdy składniki odżywcze są dostarczane równomiernie, jądra w plazmodium dzielą się synchronicznie, co jest powodem zainteresowania wykorzystaniem P. polycephalum jako organizmu modelowego do badania cyklu komórkowego, a dokładniej cyklu podziału jądra. Kiedy plazmodium jest głodzone, ma dwie alternatywne ścieżki rozwojowe. W ciemności plazmodium zwykle różnicuje się odwracalnie w uśpione „sklerotium” (ten sam termin jest używany do uśpionych form grzybni grzybów, [odniesienie koliste], ale sklerotium myxomycete ma zupełnie inną strukturę). Po wystawieniu na działanie światła, głodujący plazmodium nieodwracalnie różnicuje się w zarodnie, które różnią się od innych gatunków Physarum licznymi głowami (stąd polycephalum). Mejoza występuje podczas rozwoju zarodników, powodując haploidalne uśpione zarodniki. Pod wpływem wilgotnych warunków odżywczych zarodniki przekształcają się w ameby lub w zawiesinie wodnej w wiciowce. Cykl życiowy jest zakończony, gdy haploidalne ameby różnych typów kojarzeń łączą się, tworząc diploidalną zygotę, która następnie rozwija się przez wzrost i podział jądra pod nieobecność cytokinezy w wielojądrowe plazmodium.
W szczepach laboratoryjnych niosących mutację w locus typu kojarzenia matA, różnicowanie P. polycephalum plasmodia może zachodzić bez fuzji ameb, co skutkuje haploidalnymi plazmodiami, które są morfologicznie nie do odróżnienia od bardziej typowej formy diploidalnej. Umożliwia to łatwą analizę genetyczną cech plazmodialnych, które w innym przypadku wymagałyby krzyżowania wstecznego w celu uzyskania homozygotyczności do analizy recesywnych mutacji u diploidów. Sporangia z haploidalnej plazmodii generują zarodniki o niskiej płodności i zakłada się, że żywotne zarodniki powstają w wyniku mejozy rzadkich diploidalnych jąder w skądinąd haploidalnej plazmodii P. polycephalum. Rozwój apogamiczny może również wystąpić w przyrodzie u różnych gatunków Myxomycetes. Na rysunku cyklu życiowego P. polycephalum typowy cykl płciowy haploidno-diploidalny jest przedstawiony w obwodzie zewnętrznym, a cykl apogamiczny w obwodzie wewnętrznym. Zwróć uwagę, że apogamiczna ameba zachowuje swoistość typu kojarzenia matA1 i nadal może łączyć się seksualnie z amebą innego typu kojarzenia, tworząc diploidalną heterozygotyczną plazmodium – kolejną cechę, która ułatwia analizę genetyczną.
Jak wskazuje diagram cyklu życiowego, ameby i plazmodia różnią się znacznie pod względem potencjału rozwojowego. Kolejną godną uwagi różnicą jest mechanizm mitozy. Amoebae wykazują „otwartą mitozę”, podczas której błona jądrowa rozpada się, co jest typowe dla komórek zwierzęcych, przed ponownym złożeniem po telofazie. Plasmodia przejawia „zamkniętą mitozę”, podczas której błona jądrowa pozostaje nienaruszona. Przypuszczalnie zapobiega to występowaniu fuzji jądrowej podczas mitozy w syncytium wielojądrowym. Na poparcie tego wniosku zmutowane ameby wadliwe w cytokinezy rozwijają się w komórki wielojądrowe, a fuzje jądrowe podczas mitozy są powszechne u tych mutantów.

## Przepływ cytoplazmatyczny
Plazmodium Myxomycetes, a zwłaszcza Physarum polycephalum, znane jest z przepływu cytoplazmatycznego. Cytoplazma podlega wahadłowemu przepływowi rytmicznie przepływającemu tam iz powrotem, zmieniając kierunek zwykle co 100 sekund. Przepływy mogą osiągać prędkości do 1mm/s. W sieci rurowej przepływy powstają w wyniku skurczów przekrojów poprzecznych rurek, które są generowane przez skurcz i relaksację błoniastej warstwy zewnętrznej rurek wzbogaconych w korę akto-miozynową. W stacjonarnej plazmodii skurcze rubularne są organizowane przestrzennie w całym plazmodium w postaci fali perystaltycznej.
Przepływ cytoplazmatyczny prawdopodobnie przyczyni się do migracji plazmodium. Tutaj obserwuje się, że wzorce kurczenia się korelują z szybkością migracji. W przypadku mikroplazmodii w kształcie hantli, często określanej jako plazmodia ameboidalna, usztywnienie kory z tyłu w stosunku do przodu wydaje się być instrumentalne w łamaniu symetrii fali skurczowej, która przekłada się na migrację.
Przepływy cytoplazmatyczne umożliwiają transport na dalekie odległości i dyspersję cząsteczek w cytoplazmie. Zastosowany tu mechanizm fizyczny to dyspersja Taylora. Podczas głodu organizm może zreorganizować swoją morfologię sieci, a tym samym zwiększyć swoje zdolności dyspersyjne. W rzeczywistości przepływy są nawet przechwytywane w celu przesyłania sygnałów w całej sieci plazmodium. Jest prawdopodobne, że sprzężenie zwrotne transportowanych sygnałów na temat rozmiaru rury leży u podstaw zdolności Physarum do znalezienia najkrótszej ścieżki w labiryncie.

## Zachowanie

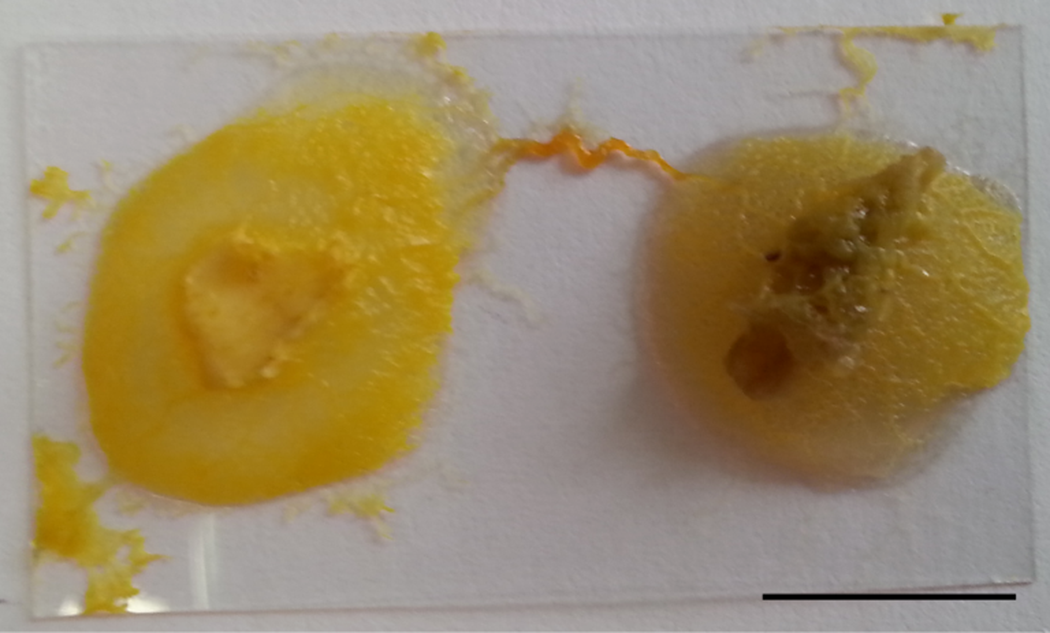
P. polycephalum plasmodium uprawia dwie „wyspy” podłoża agarowego na szkiełku nakrywkowym.

Wykazano, że Physarum polycephalum wykazuje cechy podobne do tych obserwowanych u stworzeń jednokomórkowych i owadów eusocial. Na przykład zespół naukowców z Japonii i Węgier wykazał, że P. polycephalum może rozwiązać problem najkrótszej ścieżki. Podczas wzrostu w labiryncie z płatkami owsianymi w dwóch miejscach, P. polycephalum wycofuje się z każdego miejsca w labiryncie, z wyjątkiem najkrótszej trasy łączącej dwa źródła pokarmu.
Przedstawiony z więcej niż dwoma źródłami pokarmu P. polycephalum najwyraźniej rozwiązuje bardziej skomplikowany problem transportowy. Mając więcej niż dwa źródła, ameba wytwarza również wydajne sieci. W artykule z 2010 roku rozproszono płatki owsiane, aby reprezentować Tokio i 36 okolicznych miast. P. polycephalum stworzył sieć podobną do istniejącego systemu pociągów i „o porównywalnej wydajności, odporności na awarie i kosztach”. Podobne wyniki uzyskano na podstawie sieci dróg w Zjednoczonym Królestwie i na Półwyspie Iberyjskim (tj. W Hiszpanii i Portugalii). P. polycephalum nie tylko może rozwiązać te problemy obliczeniowe, ale także wykazuje pewną formę pamięci. Wielokrotnie sprawiając, że środowisko testowe próbki P. polycephalum było zimne i suche przez 60 minut, biofizycy z Uniwersytetu Hokkaido odkryli, że śluzowiec wydaje się przewidywać wzór, reagując na warunki, w których nie powtarzali warunków dla następnego interwału. Po powtórzeniu warunków, zareagowałaby spodziewając się 60-minutowych interwałów, jak również testów z 30- i 90-minutowymi interwałami.
Wykazano również, że P. polycephalum dynamicznie przenosi się, aby pozornie utrzymywać jednocześnie stały poziom różnych składników odżywczych. W jednym szczególnym przypadku próbka umieszczona w środku szalki Petriego została przestrzennie rozdzielona na kombinacje źródeł pokarmu, z których każde miało różne proporcje białko-węglowodany. Po 60 godzinach zmierzono powierzchnię śluzowca nad każdym źródłem pożywienia. Dla każdej próbki wyniki były zgodne z hipotezą, że ameba zrównoważy całkowite spożycie białka i węglowodanów, aby osiągnąć określone poziomy, które są niezmienne w stosunku do rzeczywistych proporcji występujących w śluzowcu.
Ponieważ śluzowiec nie ma żadnego układu nerwowego, który mógłby wyjaśnić te inteligentne zachowania, istnieje duże interdyscyplinarne zainteresowanie zrozumieniem zasad rządzących jego zachowaniem. Naukowcy próbują zamodelować śluzowatą pleśń przy użyciu kilku prostych, rozproszonych reguł. Na przykład P. polycephalum został zamodelowany jako zestaw równań różniczkowych inspirowanych sieciami elektrycznymi. Można pokazać, że model ten jest w stanie obliczyć najkrótsze ścieżki. Bardzo podobny model można pokazać, aby rozwiązać problem drzewa Steinera. Jednak obecnie modele te nie mają sensu biologicznego, ponieważ zakładają na przykład oszczędność energii wewnątrz śluzowca. Aby zbudować bardziej realistyczne modele, należy zebrać więcej danych na temat budowy sieci śluzowca. W tym celu naukowcy analizują strukturę sieci wyhodowanych laboratoryjnie P. polycephalum.
W książce i kilku przedrukach, które nie zostały recenzowane naukowo, stwierdzono, że ponieważ plazmodia wydaje się reagować w spójny sposób na bodźce, są one „idealnym podłożem dla przyszłości i pojawiających się urządzenia do bio-komputerów”. Przedstawiono zarys pokazujący, jak można precyzyjnie wskazać, sterować i rozłupać plazmodium przy użyciu źródeł światła i pożywienia, zwłaszcza korzenia kozłka. Co więcej, donoszono, że plazmodia może tworzyć bramki logiczne umożliwiające budowę komputerów biologicznych. W szczególności plazmodia umieszczone przy wejściach do specjalnych geometrycznie ukształtowanych labiryntów pojawiały się na wyjściach z labiryntu, które były zgodne z tabelami prawdy dla pewnych prymitywnych połączeń logicznych. Ponieważ jednak konstrukcje te są oparte na modelach teoretycznych śluzowca, w praktyce wyniki te nie są skalowane, aby umożliwić rzeczywiste obliczenia. Kiedy prymitywne bramki logiczne zostaną połączone w celu utworzenia bardziej złożonych funkcji, plazmodium przestało dawać wyniki zgodne z oczekiwanymi tabelami prawdy.
Chociaż złożone obliczenia z wykorzystaniem Physarum jako substratu nie są obecnie możliwe, naukowcy z powodzeniem wykorzystali reakcję organizmu na otoczenie w czujniku USB i do sterowania robotem.